# 双港 (明尼苏达州)
雙港（英語：Two Harbors）是一個位於美國明尼蘇達州萊克縣的都市。根據2010年美國人口普查，該地共人口3745人，而該地的面積約為8.55平方千米。同時該地也是萊克縣的縣治。

## 地理
雙港的座標為47°01′31″N 91°40′26″W / 47.02528°N 91.67389°W，而該地的平均海拔高度為204米（即669英尺）。